# Chirakkal
Chirakkal es una ciudad censal situada en el distrito de Kannur en el estado de Kerala (India). Su población es de 45601 habitantes (2011). Se encuentra a 3 km de Kannur y a 95 km de Kozhikode.

## Demografía
Según el censo de 2011 la población de Chirakkal era de 45601 habitantes, de los cuales 21123 eran hombres y 24478 eran mujeres. Chirakkal tiene una tasa media de alfabetización del 96,05%, superior a la media estatal del 94%: la alfabetización masculina es del 97,57%, y la alfabetización femenina del 94,77%.